# Ruud Stokvis
Ruud Stokvis (Amszterdam, 1943. április 24. –) olimpiai és világbajnoki bronzérmes holland evezős, szociológus, egyetemi tanár.

## Pályafutása
Az amszterdami Nereus versenyzője volt. Az 1966-os bledi világbajnokságon a kormányos nélküli négyes tagjaként bronzérmet szerzett társaival (Roel Luynenburg, Eric Niehe és Maarten Kloosterman). Két olimpián vett részt. Kormányos nélküli kettesben versenyzett, amiben Roel Luynenburg volt a társa. Az 1968-as mexikóvárosi olimpián hatodik helyezettek, az 1972-es müncheni játékokon bronzérmesek lettek.
1978-ban PhD tudományos fokozatot szerzett a modern sport ideológiai és szervezeti fejlődéséről foglalkozó disszertációjával. Ebben az időben szociológiát tanított az Amszterdami Egyetemen. Számos könyvet publikált.

## Művei
- 125 jaar Koninklĳke Nederlandsche Studenten Roeibond (2008, ISBN 9789090228532)
- Fitter, harder & mooier : de onweerstaanbare opkomst van de fitnesscultuur (Amsterdam/Antwerpen, 2008, ISBN 9789029565912)
- Concurrentie en beschaving : ondernemingen en het commercieel beschavingsproces (Amsterdam, 1999, ISBN 9053524614)
- Sport, publiek en de media (Amsterdam, 2003, ISBN 9052600465)
- De sportwereld : een sociologische inleiding (Alphen aan den Rijn/Brussel, 1989, ISBN 9014038674)
- Ondernemers en industriële verhoudingen : een onderneming in regionaal verband (1945–1985) (Assen, 1989, ISBN 9023224760)
- Strijd over sport : organisatorische en ideologische ontwikkelingen (Deventer, 1979, ISBN 9060015681)

## Sikerei, díjai
- Olimpiai játékok – kormányos nélküli kettes
  - bronzérmes: 1972, München
- Világbajnokság – kormányos nélküli négyes
  - bronzérmes: 1966